# Universidad Modelo
La Universidad Modelo es una institución privada de educación superior. Esta se encuentra localizada en Mérida, Yucatán, contando adicionalmente con dos campus alternos: en Valladolid, Yucatán y en Chetumal, Quintana Roo.
Actualmente, la Universidad Modelo imparte 25 carreras a nivel licenciatura y 17 a nivel posgrado en las áreas de Negocios, Salud, Arquitectura y Diseño, Derecho y Ciencias Políticas, Ingeniería y Humanidades.

## Historia
En 1997 se crea la Universidad Modelo con el objetivo de constituirse en uno de los puntales para formar una población crítica de profesionales que afronten de manera responsable los problemas cruciales que determinarán la orientación del país y del mundo en el presente siglo.

### Instituciones precursoras
Desde su fundación en el año de 1910, en plenos albores de la Revolución Mexicana, la Escuela Modelo ha sido fiel a su propósito de ser un espacio educativo que responda a los requerimientos de la vida social y cultural Mérida. Inmersos en el pensamiento de renovación pedagógica, los precursores de esta escuela y en forma señalada a Gonzalo Cámara Zavala , pusieron toda su esperanza en la capacidad transformadora de la educación en aras de la formación integral del hombre y del progreso y bienestar de la sociedad yucateca. Uno de los factores decisivos para el desarrollo es la educación, entendida en su sentido más amplio que implica conocimientos y valores.

## Alumnos distinguidos
En el curso de la historia de la Escuela Modelo, desde su fundación en 1910 hasta su conversión en Universidad, se han formado en sus aulas grandes personalidades, distinguiéndose los siguientes modelistas: Silvio Zavala; Guty Cárdenas; Arturo de Córdova; Miguel Ángel Menéndez Reyes; y Chalín Cámara.

## Actualidad
La Universidad Modelo es una alternativa de educación superior en Yucatán, creada para la formación de profesionales del siglo XXI, apoyada en la rica tradición pedagógica de la Escuela Modelo, basada en el principio fundamental del respeto a la persona. La Universidad mantiene como un sello de identidad el laicismo, principio pedagógico fundamental que garantiza la libertad de conciencia de la que se derivan los derechos humanos y las garantías individuales y sociales de toda comunidad democrática y plural.

## Rectores
- Ing. Carlos Sauri Duch

## Oferta Educativa
La Universidad Modelo ofrece los siguientes grados y posgrados en Mérida y en Valladolid, Yucatán, en México:
- 19 Licenciaturas
- 6 Ingenierías
- 17 Maestrías

También se imparten diplomados, cursos, seminarios, talleres, conferencias, diálogos, encuentros, festivales, congresos, ferias, foros, exposiciones, muestras, presentaciones, paneles, coloquios, concursos, conciertos, veladas, narraciones, recitales, escenificaciones, ensayos, interpretaciones, obras de teatro, excursiones, competencias, torneos y diversas actividades culturales, deportivas, académicas y de educación continua.

### Licenciaturas
| - Administración y Desarrollo Empresarial - Administración y Mercadotecnia - Gestión de Negocios - Administración Estratégica de Negocios - Ciencias Políticas y Relaciones Internacionales - Derecho - Economía y Política para el Desarrollo - Diseño de Moda - Diseño e Innovación - Diseño Interactivo - Comunicación - Lengua y Literatura Modernas - Fisioterapia y Rehabilitación - Nutrición - Producción Musical - Psicología - Cirujano Dentista - Cultura Física y Entrenamiento Deportivo - Arquitectura - Bioconstrucción y Diseño Sostenible - Ingeniería Arquitectónica |

### Ingenierías
| - Automotriz - Biomédica - Desarrollo de Tecnología y Software - Energía y Petróleo - Industrial Logística - Mecatrónica |

### Maestrías
| - Cultura y Literatura Contemporáneas de Hispanoamérica - Comunicación Política y Marketing Electoral - Derecho Constitucional y Amparo - Interiorismo y Diseño del Paisaje - Intervención del Patrimonio Edificado - Gestión e Implementación de Proyectos Urbanos - Bioarquitectura y Construcción Sustentable - Ingeniería Mecatrónica - Ingeniería Clínica - Mercadotecnia y Dirección Comercial - Dirección Global de Negocios - Psicología de la Salud - Psicoterapia Individual y de Grupo - Cultura Física en el Adulto Mayor - Tratamiento Integral de la Obesidad y el Síndrome Metabólico - Fisioterapia Geriátrica - Fisioterapia Deportiva - Ingeniería Clínica - Ingeniería Mecatrónica |

## Relaciones Internacionales
La Universidad Modelo nació con la vocación de consolidarse como una universidad dinámica y emprendedora y con el fin de conseguir la excelencia en la docencia, la investigación y los servicios que se ofrecen a la sociedad, siendo uno de sus fines el intercambio de estudiantes en programas de ámbito internacional.
Actualmente están en vigor intercambios académicos con las siguientes Universidades y Escuelas
- Universidad del País Vasco
- Universidad de Sevilla
- Escola Superior de Disseny
- Università degli Studi dell'Insubria
- Pontificia Universidad Católica de Paraná
- Pontificia Universidad Javeriana- Bogotá

## Clasificación académica

### Clasificación webométrica del CSIC
Esta clasificación la produce el Centro de Información y Documentación (CINDOC) del Consejo Superior de Investigaciones Científicas (CSIC) de España. El CINDOC actúa como un observatorio de ciencia y tecnología disponible en la Internet. La clasificación se construye a partir de una base de datos que incluye alrededor de 11.000 universidades y más de 5.000 centros de investigación. La clasificación muestra a las 3.000 instituciones mejor colocadas. La metodología bibliométrica toma en cuenta el volumen de contenidos publicados en la web, así como la visibilidad e impacto de estos contenidos de acuerdo con los enlaces externos que apuntan hacia sus sitios web.
Según esta metodología, la Universidad Modelo ocupa el lugar número 17269 del mundo, el lugar 2099 de América Latina, y el lugar 376 de México.